# Aleksander Narcyz Przezdziecki
Aleksander Narcyz Przezdziecki, född 29 juli 1814 i Czarny Ostrów, död 21 juli 1871 i Kraków, var en polsk historiker och arkeolog.
Przezdziecki företog många studieresor och samlade i bibliotek och arkiv ett rikt material till Polens historia, använt i bland annat Wolyń, Ukraina, Obrazy miejsc i czasów (Volynien och Ukraina, ort- och tidsminnen, 1844), Wiadomości bibliograficzne o rękopisach po biblijotekach i archiwach zagranicznych (Bibliografiska upplysningar om handskrifter i utländska bibliotek och arkiv, 1850), O polakach w Bolonii i Padwie (Om polackerna i Bologna och Padua, 1852) och Zycie domowe Jadwigi i Jagiełły (Jadwigas och Jagiellos husliga liv, 1854).
Dessutom utgav Przezdziecki de gamla krönikorna av Jan Długosz och Wincenty Kadłubek samt Michał Wiszniewskis litteraturhistoria och Žródla do dziejów polskich (Ur källorna till Polens historia, två delar, 1843–44). Intrycken från en 1833 företagen rundresa i Sverige finns i Szwecya i pisma (1845).